# Walther Gerlach

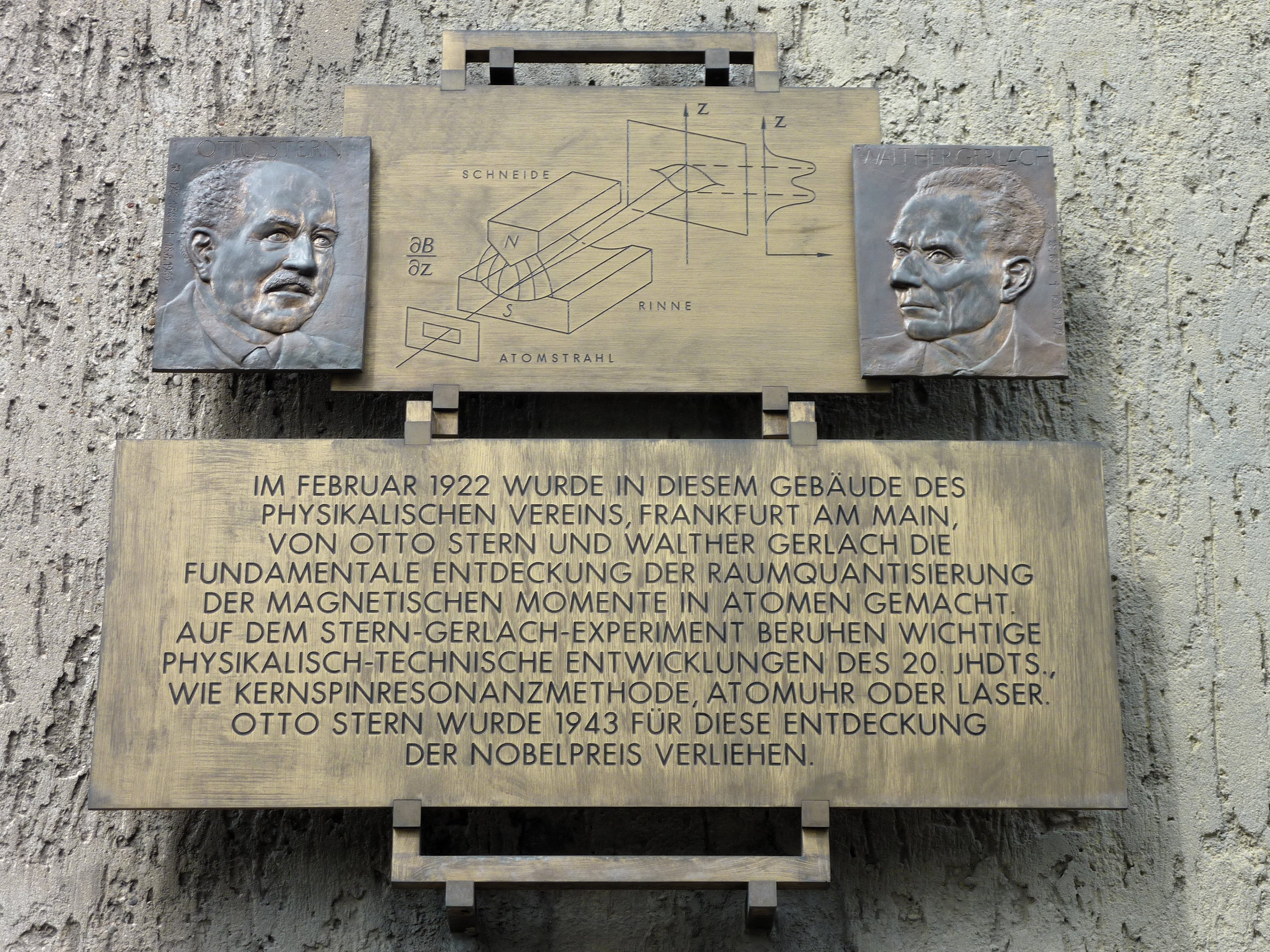
Herdenkingsplaat voor het experiment van Stern en Gerlach

Walt(h)er Gerlach (Biebrich, 1 augustus 1889 – München, 10 augustus 1979) was een Duits natuurkundige die samen met Otto Stern ontdekte dat de spin in een magnetisch veld ook een kwantum aan energie had.

## Biografie
Gerlach studeerde vanaf 1908 aan de universiteit van Tübingen en promoveerde in 1912 onder Friedrich Paschen. Na zijn promotie zette hij zijn werk als assistent van Paschen voort. Van 1915 tot 1918, gedurende de Eerste Wereldoorlog, diende hij in het Duitse leger waar hij werkte aan onder andere radiotelegrafie in Jena onder Max Wien.
Na zijn habilitatie in 1916 werd hij privaatdocent aan de universiteit van Tübingen. Het jaar daarop werd hij privaatdocent aan de Georg-August-Universität Göttingen. Van 1919 tot 1920 was hij hoofd van het natuurkundig laboratorium van de IG Farbenfabrieken te Elberfeld. Aansluitend werd hij onderwijsassistent en lector aan de Johann Wolfgang Goethe-Universiteit in Frankfurt am Main, in 1921 benoemd tot buitengewoon hoogleraar. In november dat jaar voerde hij met Stern het Stern-Gerlach-experiment uit, waarmee aantoonde dat de spin in een magnetisch veld ook een kwantum aan energie had.
In 1924 keerde hij terug naar Tübingen en werd er gewoon hoogleraar aan de universiteit waar zijn carrière was begonnen, als opvolger van zijn leermeester Paschen. In 1929 kreeg Gerlach de leerstoel van experimentele natuurkunde aangeboden aan de Ludwig Maximilians-Universiteit in München die was vrijgekomen na het overlijden van Wilhelm Wien. Deze positie behield hij tot 1945 toen hij door Britse en Amerikaanse geallieerde troepen werd gearresteerd wegens zijn betrokkenheid bij het Duitse atoombomprogramma. De reden was dat Gerlach vanaf 1943 de leiding had gekregen over de natuurkundige afdeling en werkgemeenschap van kernfysica in de Reichsforschungsrat (RFR, Rijksonderzoeksraad). In 1944 werd hij Hermann Görings zaakgelastigde voor het hele atoomonderzoek, als opvolger van Abraham Esau. Net als de andere gevangengenomen Duitse wetenschappers werd Gerlach geïnterneerd in Engeland in Farm Hall.
Na zijn vrijlating keerde Gerlach in 1946 terug naar Duitsland, waar hij gasthoogleraar werd aan de universiteit van Bonn. In 1948 kreeg hij zijn oude positie in München terug, een positie die hij behield tot 1957. Daarnaast was hij van 1948 tot 1951 rector van de universiteit en van 1949 tot 1951 ook de eerste voorzitter van het Fraunhofer-Gesellschaft.
Verder was hij van 1951 tot 1961 vicevoorzitter van de Deutschen Forschungsgemeinschaft (DFG) en van 1956 tot 1957 voorzitter van de Deutsche Physikalische Gesellschaft (DPG).